# Pardosa bucklei
Pardosa bucklei är en spindelart som beskrevs av Torbjörn Kronestedt 1975. Pardosa bucklei ingår i släktet Pardosa och familjen vargspindlar. Inga underarter finns listade i Catalogue of Life.